# Fred Wilt
Frederick L. Wilt (* 14. Dezember 1920 in Pendleton, Indiana; † 5. September 1994 in Anderson, Indiana) war ein US-amerikanischer Langstreckenläufer, Trainer und FBI-Agent.

## Leben
Wilt war Langstreckenläufer in den USA, als dort die Langstrecke nicht populär war. 1941 wurde er amerikanischer Studentenmeister (NCAA) über 2 Meilen und im Crosslauf. Zwischen 1949 und 1954 wurde er acht Mal amerikanischer Meister im Crosslauf bzw. einer der Langstrecken. Bei den Olympischen Sommerspielen 1948 wurde er 11. über 10.000 m, bei den Olympischen Sommerspielen 1952 in Helsinki wurde er über die gleiche Strecke 21. 1950 wurde er mit dem James E. Sullivan Award als bester amerikanischer Amateursportler ausgezeichnet, 1981 in die Leichtathletik Hall of Fame aufgenommen. Als Student startete er für die Indiana University und später für den New York Athletic Club.
Nach dem Studium trat er in den Dienst des FBI, wodurch er als Bundesbeamter genügend Zeit zum Training hatte. Nach seinem Ruhestand beim FBI 1978 war er von 1978 bis 1989 Leichtathletik- und Cross-Country-Trainer der Purdue University. Hier hatte er vor allem mit den Langstreckenläuferinnen internationalen Erfolg.

## Trainingswissenschaftler
Wilt war irritiert, dass ganz Europa und vor allem die Langstreckler der UdSSR schneller als die Amerikaner liefen. Dies erforschte er sein Leben lang, indem er Trainer und Sportler/-innen interviewte und deren Training aufschrieb und systematisierte. Insgesamt führte dies dazu, dass in den USA deutlich mehr trainiert wurde als zuvor. Was in Deutschland zu dieser Zeit Toni Nett erarbeitete, machte in den USA Fred Wilt. Die von ihm eingeführten Terminologien haben das trainingswissenschaftliche Denken in den USA beeinflusst. So hat er z. B. den Begriff der Plyometrie geprägt. Die Library of Congress hält 135 Publikationen von ihm.